# Northrop XP-79

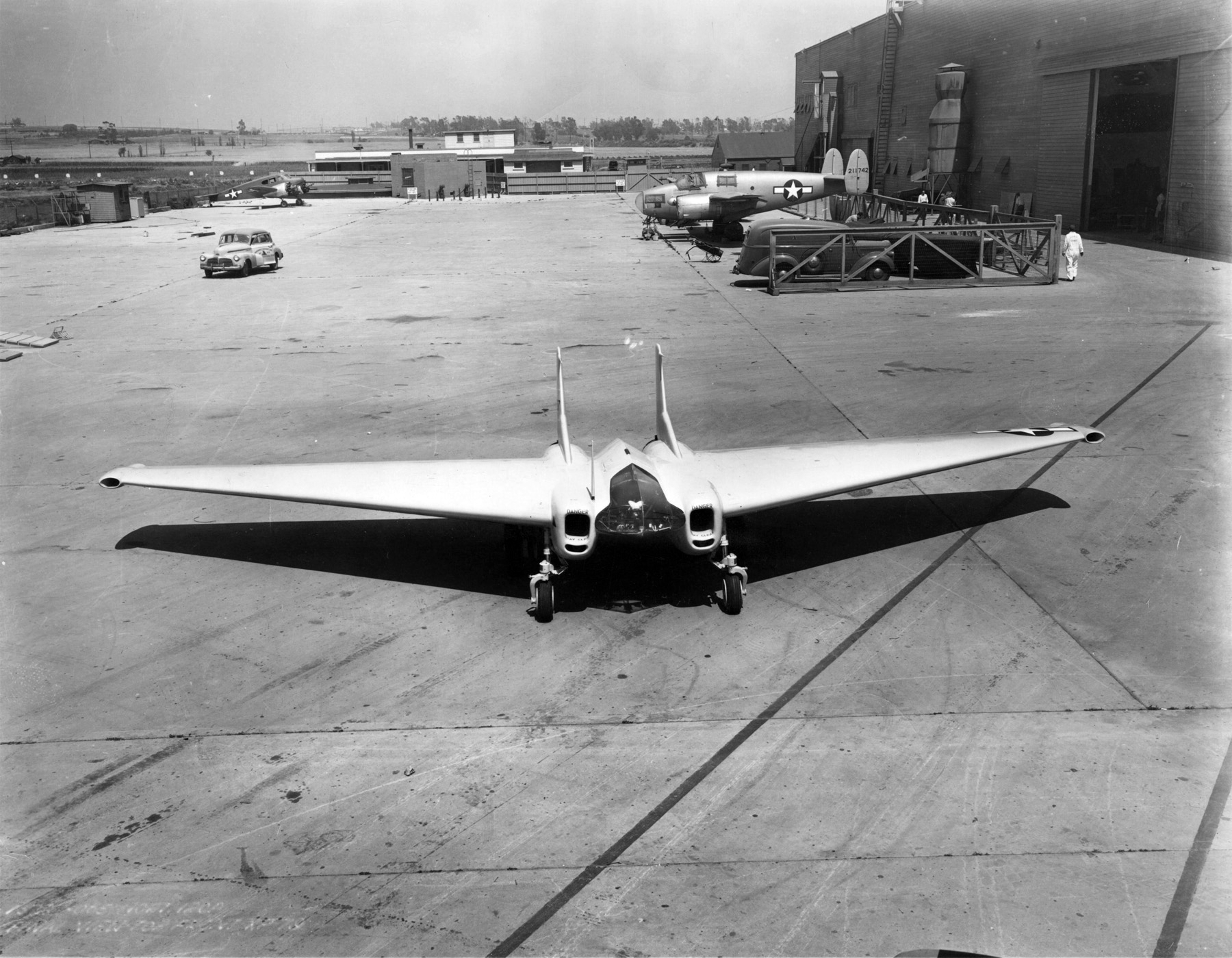
Northrop XP-79B Flying Ram

Die Northrop XP-79 Flying Ram war eines der ambitioniertesten Nurflügler-Projekte der US-Luftstreitkräfte im Zweiten Weltkrieg. Es sollte zuerst mit Raketenantrieb fliegen, wurde dann aber auf Strahlantrieb umgestellt. Der Pilot lag auf dem Bauch, um ihn in die Lage zu versetzen, höhere Beschleunigungen beim Kurvenflug auszuhalten.

## Geschichte
Im Jahr 1942 entwickelte John K. Northrop das XP-79-Projekt, ein Nurflügelraketenflugzeug für hohe Geschwindigkeiten. Im Januar 1943 schloss er mit den USAAF einen Vertrag zum Bau von drei Prototypen. Um die radikale Konstruktion zu testen, wurden zuerst reine Gleiter gebaut. Einer dieser Gleiter war die Northrop MX-324. Sie wurde am 5. Juli 1944 von einer Lockheed P-38 auf Höhe geschleppt und die Raketentriebwerke gezündet. Sie war damit das erste Raketenflugzeug der USA.
Es war geplant, einen XCALR-2000A-1-Raketenmotor mit 9 kN Schub von Aerojet einzusetzen. Aber der Treibstoff aus Monoethylanilin und rauchender Salpetersäure war extrem aggressiv und giftig. Deshalb wurde das Flugzeug komplett aus einer Magnesiumlegierung hergestellt. Die Trägflächenhaut bestand aus 3 mm dicken Platten, die Flügelvorderkanten waren bis zu 19 mm dick und sollten Rammstöße überstehen. Die Platten wurden mit der in den USA entwickelten Wolfram-Inertgasschweiß-Technik zusammengefügt.

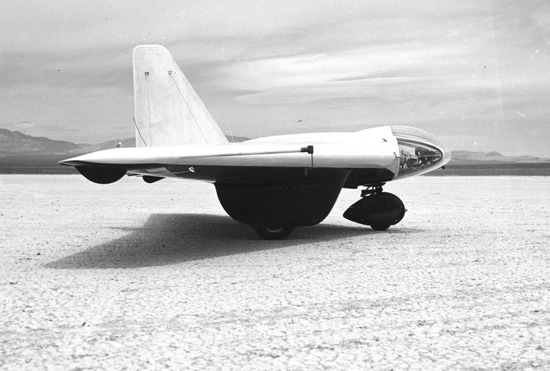
Vorläufer Raketenflugzeug MX-324

Die Raketentriebwerke konnten allerdings nicht überzeugen und deshalb wurden zwei Westinghouse-19B-Turbojet-Triebwerke eingebaut. Dieser neue Typ erhielt den Namen XP-79B. Die ersten beiden Prototypen mit Raketenantrieb wurden aufgegeben.
Die Maschine erhielt den Spitznamen Flying Ram, der mit ihren Flügelenden zusammenhing. Die geplante Kampftaktik war sehr ungewöhnlich; die Maschine sollte mit hoher Geschwindigkeit auf Feindflugzeuge zufliegen und sie mit den Flügelenden oder dem Rumpf beschädigen, während die XP-79 aufgrund ihrer extremen Stabilität diese Angriffstaktik überstehen sollte.
Nach einigen Verzögerungen durch Reifenplatzer bei Bodentests auf dem Muroc-Salzsee folgte der Erstflug am 12. September 1945 durch einen normalen Bodenstart. Nach 15 Minuten Flug kam die Maschine in einen unkontrollierbaren Trudelzustand und der Pilot Harry Crosby stieg mit einer Art Schleudersitz aus. Allerdings öffnete sich der Fallschirm nicht korrekt und Crosby verunglückte tödlich.
Die Maschine verbrannte aufgrund des hohen Magnesiumanteils nach dem Crash komplett. Kurz danach wurde das Programm aufgegeben.

## Technische Daten

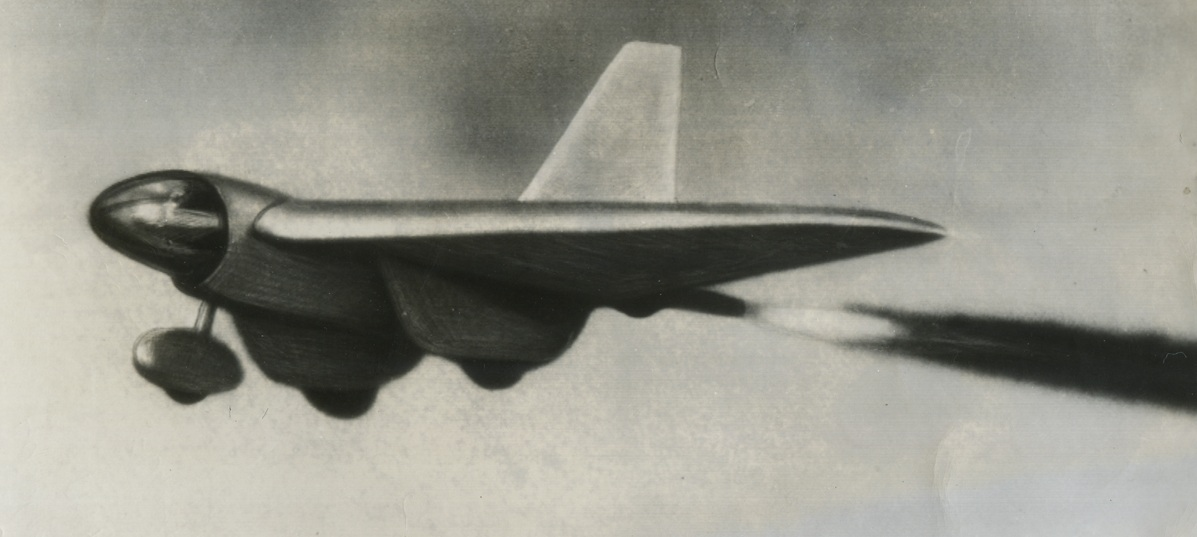
MX-324 im Flug

| Kenngröße             | Daten XP-79B Flying Ram                  |
| --------------------- | ---------------------------------------- |
| Besatzung             | 1                                        |
| Länge                 | 4,27 m                                   |
| Spannweite            | 8,54 m                                   |
| Höhe                  | 2,13 m                                   |
| Flügelfläche          | 25,8 m²                                  |
| Leermasse             | 2650 kg                                  |
| Startmasse            | 3932 kg                                  |
| Triebwerke            | 2 × Westinghouse-19B-Turbojet; je 5,1 kN |
| Höchstgeschwindigkeit | 880 km/h                                 |
| Dienstgipfelhöhe      | 12.200 m                                 |
| Reichweite            | 1598 km                                  |
| Bewaffnung            | 4 × 12,7 mm MGs (geplant)                |